# Москарделли, Давиде
Давиде Москарделли (итал. Davide Moscardelli; род. 3 февраля 1980, Монс) — итальянский футболист, нападающий.

## Клубная карьера
Москарделли — воспитанник клубов «Ромулеа» и «Сан-Чезарио». Давиде —  левша, обладает как и ловкостью, так и физической силой. Играет как и основного форварда, так и оттянутого нападающего в паре страйкеров, который может спускаться за мячом ближе к своей половине поля. В 1997 году он начал профессиональную карьеру выступая в низших лигах Италии за «Маккарезе». За клуб Давиде провёл более 100 матчей и забил 19 мячей. В 2001 году он присоединился к клубу Эччеленцы «Гуидония-Монтечельо», где забивал в среднем по мячу в двух матчах. В Своих следующих командах «Санджованнезе 1927» и «Триестине» Москарделли не опускался в результативности, не менее 10 мячей за сезон. В 2005 году Давиде после успешного выступления за «Триестину», закрепился в итальянской Серии B, выступая за «Римини» и «Чезену». Летом 2008 году Москарделли подписал контракт с «Пьяченцой». Сумма трансфера составила 550 тыс. евро. 30 августа в матче против «Читтаделлы» он дебютировал за новую команду. 20 октября в поединке против «Асколи» Давиде забил свой первый гол за «Пьяченцу». Во втором сезоне он забил 14 мячей и стал лучшим бомбардиром команды. Летом 2010 года Москарделли перешёл в «Кьево». Давиде был третьим номером в шорт-листе, после Риккардо Меггиорини и Маттео Ардемагни, но переговоры с этими игроками окончились неудачно. 29 августа в матче против «Катании» он дебютировал в итальянской Серии A. В этом же поединке Давиде забил свой первый гол за «Кьево».
В начале 2013 года Москарделли перешёл в «Болонью». 3 февраля в матче против «Пескары» он дебютировал за новый клуб. 12 мая в поединке против «Пармы» Давиде забил свой первый гол за «Болонью».
Летом 2014 года после неудачного сезона в «Болонье», Мсокарделли на правах свободного агента подписал контракт с «Лечче». 31 августа в матче против «Лупа Рома» он дебютировал за новую команду. 4 октября в поединке против «Мессины» Давиде забил свой первый гол за «Лечче». На протяжении двух сезонов он становился лучшим бомбардиром команды. Летом 2016 года Москарделли перешёл в «Ареццо». 28 августа в матче против «Комо» он дебютировал за новый клуб. 25 сентября в поединке против «Луккезе» Давиде забил свой первый гол за «Ареццо». В своём дебютном сезоне он забил 17 мячей, став лучшим снайпером клуба.
Летом 2018 года Москарделли перешёл в «Пизу». 29 июля в матче Кубка Италии против своего бывшего клуба «Триестины» он дебютировал за новую команду. В этом же поединке Давиде сделал «дубль», забив свои первые голы за «Пизу».
Москарделли объявил об окончании своей карьеры 29 августа 2020 года. После этого он присоединился к штабу «Пизы».